# 心境障礙
心境障礙，ICD-10稱為（affective disorder），是由多種原因引起顯著而持久心境或情感改變（障碍或紊乱）為主要臨床特徵，可伴有相應思維和行為改變的一組疾病。在精神疾病診斷與統計手冊（DSM-5）中，是對於診斷患疾的歸類；在《国际疾病分类第十一次修订本》（ICD-11）中，以“心境障碍”分類之。

## 分類

### 憂鬱性疾患

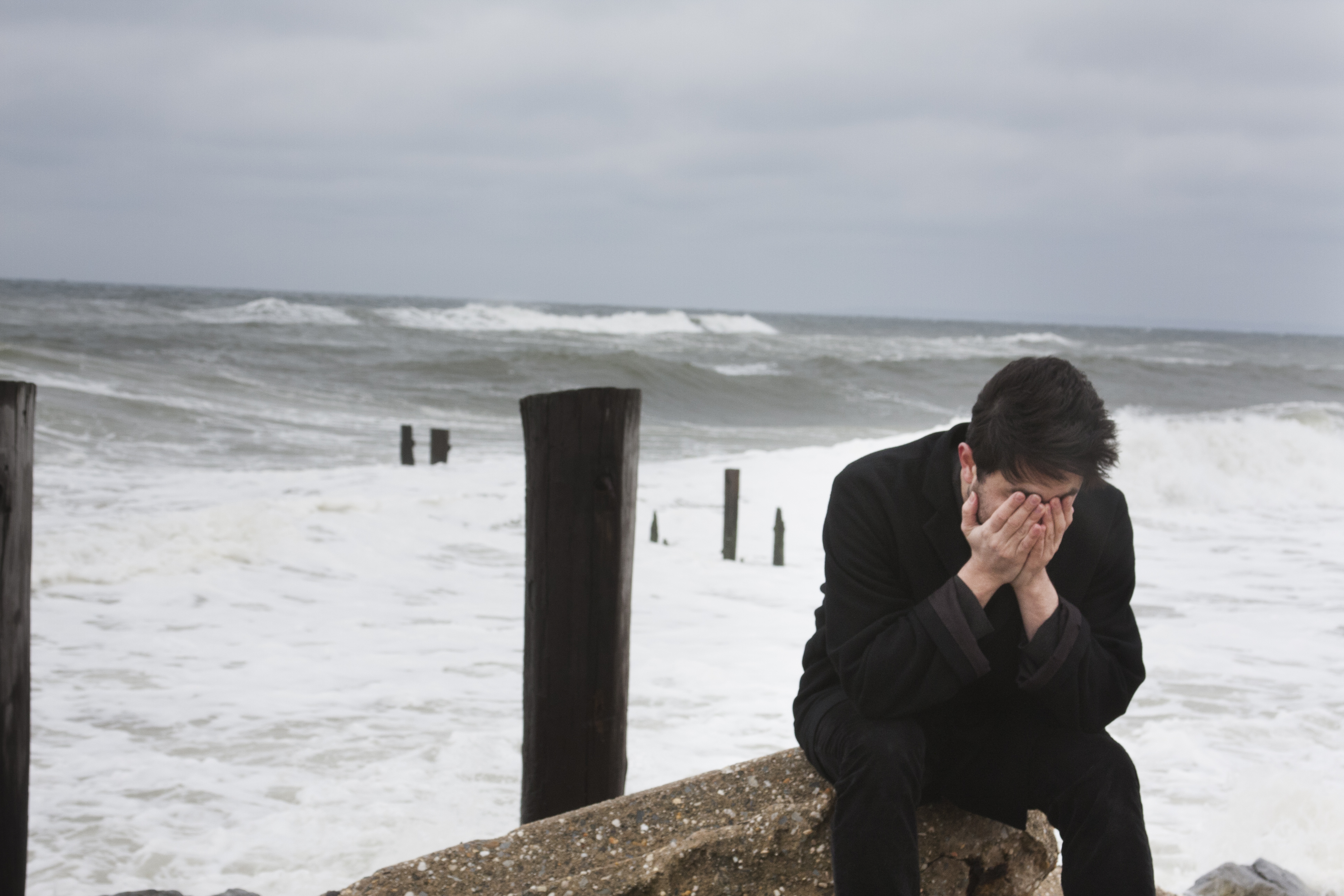
气候寒冷、缺少陽光的北歐、俄羅斯等地區則属憂鬱症高發區

憂鬱性疾患，是一類以心情抑鬱为主要特點的心境障礙。大众常说的“抑郁症”，有时是泛指抑郁障碍大类，有时是特指重性抑郁障碍。
對憂鬱性疾患的診斷一般由醫師遵照DSM或ICD標準（兩者基本一致）进行，一般症状较重的患者考虑诊断为重性抑郁障碍，症状较轻但是病程较长的患者则有可能是心境恶劣障碍，有明显季节性特征的患者可能诊断为季节性情绪失调。另外，在按此標準診斷前一般須排除其他有相似症状的生理疾病。
憂鬱性疾患属于常见的心理疾病的一种，目前全球有超过2.64亿名患者。近年来憂鬱性疾患的发病年龄有提早，且发病率提高的趋势。终身患病率在不同国家中不尽相同，有调查显示中国的患病率约为6%，而日本的患病率则高达20%。COVID-19致使全球青少年抑郁概率翻倍增加。
在积极治疗的情况下憂鬱性疾患的癒後良好，但考虑到患者须承受极大痛苦并有自杀的可能，因此应尽早进行积极治疗。患者在症状缓解后仍有复发的可能，世界卫生组织建议对憂鬱性疾患的药物治疗至少持续到症状缓解后的六个月。对于发病较早、有精神病症状或对药物反应不良的患者则很有可能反复发作造成不良后果。

#### 重性抑鬱疾患
在所有憂鬱性疾患中，重性抑鬱疾患的症状最为严重，其主要影响心境、认知和躯体功能。在心境方面，患者长期（两周以上）处于极其抑郁的情感状态中；认知方面，患者往往看到事物的消极面，被空虚感和无价值感包围；躯体功能方面主要有进食和睡眠障碍和无力感，头痛等。患者可能反复想到死或者有自杀企图，最终大约有3.4%的患者自杀。
对重性抑鬱疾患的诊断主要依据的是精神疾病诊断与统计手册中的相关标准。医生需要先排除生理因素、药物滥用，然后进行有关抑郁程度的测试以确诊。
对于确诊的患者，医生往往会建议抗抑郁药物治疗，即选择性5-羟色胺再吸收抑制剂（SSRIs），单胺氧化酶抑制剂（MAOI）和三环类抗抑郁药，有时会建议患者参加心理治疗。对于年轻患者，例如儿童则应先考虑心理治疗，而对于症状特别严重（有严重自杀企图或者紧张性患者）的患者则可能进行电痉挛疗法（ECT）。大多数重性抑鬱疾患的患者愈后仍能正常生活。多数患者在未治疗下能康复或缓解。超过35%的患者仍会复发，而心理治疗较能有效预防复发。对于发病早、有精神症状或者同时患有人格障碍的患者则预后不良，他们可能会反复发作，自杀率也较高。其提出情緒神經編碼的研究方法揭示了快速抗抑鬱分子的作用機制，2019年7月獲得腦神經學最高的國際凱默理獎，为非歐美人獲獎之首例，其提案成為國際醫療界廣泛認同的一個研究方向。

#### 持续性抑郁症
持续性抑郁症的症状与重度抑郁症的症状相似，但是与重度抑郁症相比，持续性抑郁症的程度较轻，而持续时间较长。持续性抑郁症一般要持续2年才能确诊，病程可以持续10年以上甚至一生。心境障碍诊断方法与重度抑郁症相同，但其诊断标准较低。对确诊的患者，其治疗方法与重度抑郁症的治疗方法相同。持续性抑郁症会引发重度抑郁症，有研究显示有79%的患者在一生中会併发重度抑郁症，此情况亦称为双重抑郁症。

#### 季节性抑郁症
季节性抑郁症的症状与重性抑鬱疾患相似，有时归类为重性抑鬱疾患的一个亚型。主要特点是病情會隨著季節而有所起伏，患者经常在寒冷季节发病，并在其他季节完全缓解。季节性抑郁症随纬度的增高而越发流行, 意即日照時間越少，發病率越高。多曬太陽可減輕病情，对这种疾病的诊断需要确认患者只在特定时节发病而在其他季节从未发病。对患者的治疗与重性抑郁障碍的治疗相似，对于季节性情绪障碍，光照治療似乎特别有效。澳洲昆士兰大学的学者于2013年绘制的“抑郁症世界地图”显示，日本与阳光充足、气候温暖的东南亚、南欧、澳大利亚同属抑郁症发病率较低的地区，而气候寒冷、缺少阳光的北欧、俄罗斯等地区则属抑郁症高发区。

#### 非典型抑郁症
在一些特殊情况下，患者可能表现出明显的抑郁症状，但是不符合DSM任何一种具体病症的诊断标准，这时可以作出非典型抑郁症的诊断。

## 臨床徵象
憂鬱初期，大腦的海馬體、杏仁核、以及前額葉皮質等負責情緒的區域，下達指令給自律神經，心血管、免疫及內分泌系統等，適時地回應內外在壓力（心跳及血壓稍稍上升，HF下降等）。但長期的壓力，焦慮，或憂鬱會導致身心俱疲，自律神經的交感支容易出現交感疲乏（Sympathetic Fatigue），LF絕對值甚至低於正常值，再加上副交感 HF已顯著撤退。